# 月刊ヤングキングアワーズGH
『月刊ヤングキングアワーズGH』（げっかんヤングキングアワーズジーエイチ）は、少年画報社発行の漫画雑誌。発売日は毎月16日。通称は『アワーズGH』。

## 概要
『月刊ヤングキング』として、2006年12月号（10月19日発売）をもって創刊した。「ヒロイン至上主義」と題したリニューアルが行われた2011年9月号（7月19日発売）では、姉妹誌『ヤングキング』および『ヤングキングアワーズ』から複数の作品が移籍した。また、これに伴い中綴じから無線綴じ（平綴じ）となった。
2013年10月号（8月16日発売）より現誌名に改題・リニューアルされた。これに伴って発売日についても、『月刊ヤングキング』時代の19日発売から、現行の16日発売に変更された。
2015年前後に、改題当初から連載されていたほとんどの作品が完結、『ヤングキングアワーズ』と掲載作品のジャンルが統一され、同誌を補完する役割を明確にしている。サスペンスや社会派などの作品は再び『ヤングキング』が担うことになった。
定価は、2006年10月の創刊時（同12月号）が税込み380円（以下すべて税込み表記）。のちに（時期不明）定価390円に変更され、中綴じ形態の時代は2011年6月（同8月号）まで継続。2011年7月（同9月号）の新創刊リニューアルを受けて平綴じ形態に変更されるとともに定価580円に変更された。2014年4月（同6月号）にて定価600円に変更され、同年9月（同11月号）にて定価680円に変更された。
単行本については、本誌『ヤングキング』系列の総合レーベル「ヤングキングコミックス（YKコミックス）」より刊行される（『月刊ヤングキング』時代・『月刊ヤングキングアワーズGH』時代ともに共通）。

## 連載作品
- 蒼き鋼のアルペジオ〜海洋技術総合学院タカオ部〜（Ark Performance）
- 悪役令嬢転生おじさん（上山道郎）
- あさくらチャレンジ（亜桜まる）
- 異世界狙撃手（スナイパー）は女戦士のモフモフ愛玩動物（ペット）（原作：光永康則、作画：いのまる）
- うそつきトワイライト（おおいま奏都）
- E.S.vamP（えっち・すけっち・きゅうけつき）（はてな）
- エルフとバイクと帝国地理調査員と（磯本つよし）
- 俺が逝クまで永遠の愛を誓え（紺條夏生）
- じごくかわいいえんまちゃん（水野宇智）
- ツノカクシ（しおやてるこ）
- テンガ転生 〜おねショタエルフと過ごす倫理不要の異世界ライフ〜（大見武士）
- 同居人がこの世のモンじゃない（仲邑エンジツ） ※『WebBULL』から移籍
- ムジナとミサキ（仲邑エンジツ）
- 女神の加護を受けしママのサーガ（塩野干支郎次）
- 女神の子（田中ほさな）
- 愛でたいセンセイ（タカノ晴）

## 休載中
- 心理学は役に立たない!?（原作：ゆうきゆう、作画：ソウ） ※2017年9月号にて『カウンセリングを学ぶ話を聞かない13人』→『心理学は役に立たない!?』に改題
- 棺探偵D&W（光永康則） ※不定期連載

## 連載終了作品
以下のリストは『月刊ヤングキング』掲載作品と『月刊ヤングキングアワーズGH』掲載作品との両方を含む。

### あ行
- R402（中村卯月）
- 愛気（ISUTOSHI） ←『ヤングキング』からの移籍
- 愛気-S（ISUTOSHI）
- i.d.（岸虎次郎）
- アイドルの推しおさめ（山本まくや）
- アイドルを守るだけの簡単なお仕事。（甘夏）
- 蒼き鋼のアルペジオ アンソロジー（高内優向）
- 蒼き鋼のアルペジオ ノベライズ（森田繁） ※小説作品
- アタシのセンパイ（しおやてるこ）
- あなたはだんだん好きになる（芦垣丁）
- アホゲノム〜座牟坂サタニックヘアー〜（井上和郎）
- 天羽あまねは甘くない（井上和郎）
- 悪霊神 〜あらがみ〜（竹山祐右）
- アラバスターの季節（高津マコト）
- アルペジオ劇場（山村響）
- E.D.D（橋本エイジ） ←『ヤングキング』からの移籍
- 石田とあさくら（マサオ）
- ifの虜（小桜池なつみ（旧 桜なみ））
- 意味がわかると怖いモノ語り（湖西晶）
- ウイングドマーメイズ（塩野干支郎次）
- 嘘八百景シタタラズ（abua）
- うわこい（糸杉柾宏） →『ヤングキング』に移籍
- エイジ'87（上山道郎）
- エウリアン桃子（高槻ナギー）
- SSシスターズ（佐野タカシ）
- エデン（原作：NETFLIX、原案：Justin Leach、作画：磯本つよし）
- M・ゲーム（クリスタルな洋介）
- エロガク 私立江口学園（小本田絵舞）
- エンゲージ バレル（中村卯月）
- 美味しいエルフ（ISUTOSHI）
- おくさん（大井昌和）
- おとなの1ページ心理学（原作：ゆうきゆう、作画：ソウ）
- オニヒメ（上山道郎）
- おぼこい魔女はまじわりたい!（仲邑エンジツ）
- お約束コンサルタント・鈴木王道（高津ケイタ）
- 俺のキスで世界が変わるなら（紺條夏生）
- オレは床で寝ます!（9℃）

### か行
- 女のコがHなマンガ描いちゃダメですか?（ジェームスほたて） →『ヤングキング』に移籍
- 学園兵器ミツマル（橋本エイジ）
- カッコイイ男キャラクター漫画教室!（Boichi） ※2017年7月号から2019年3月号まで休載
- ガッデス（塩崎雄二）
- 彼女がビキニアーマーにきがえたら（花見沢Q太郎）
- かみくじむら（大見武士）
- かみくじむら〜ぬめりロワイヤル〜（大見武士）
- 神様のキスで寝落ちする（林玉苺）
- KISS MY ASS（大見武士）
- 鬼啖撃鉄サバイヴァ!!（霧恵マサノブ）
- 軌道の鎧 レイルゴースト（戸田泰成）
- G.A.P 〜転居先不明郵便課〜（原作：金子良馬、作画：夏元雅人）
- 球場ラヴァーズ 〜だって野球が好きじゃけん〜（石田敦子）
- キョーダイコンプレックス（9℃）
- 霧くまs THE COMIC（高内優向）
- 銀河配送 スターライトエクスプレス（ユウキレイ）
- クピドの悪戯 惑いのレイコ（北崎拓）
- グリーンデイズ（ムサシマル）
- CRIMSON EDGE 1888（かのえゆうし）
- クロスライン（ムサシマル）
- クロユリ学園大奥学科（吉沢雅）
- 賢者タイムだけ勇者（羽鳥まりえ）
- 恋するパンティストッキング（ウシハシル）
- 交渉人 堂本零時（楠本哲、監修：玄秀盛）
- 公然わいせつ魔法少女（亜桜まる）
- ごくべん ―極道弁護士 豆柴トメオ―（オオイシヒロト） →『ゴクベン』と改題し『ヤングキング』に移籍
- このお茶会はお清楚ですわ！〜桃色お嬢様劇場〜（織原しかく）
- この人類域のゼルフィー（塩野干支郎次）
- コレハラ?（金平守人）

### さ行
- 酒と煙草の日雇いダンジョン（ユウキレイ）
- sunny（今村陽子）
- 36.5℃の天使（けんたろう）
- シーグラス（いけださくら）
- 私刑囚〜異常犯罪者の末路〜（堀博昭）
- 師匠シリーズ 〜師匠と僕と〜（原作：ウニ、作画：高内優向）
- 執事と私の毎日ごはん（タカスギコウ）
- 知ったかエルフと恋人ごっこ（轍平）
- 忍びのオツトメ（マサオ）
- 社長、恋人のフリをして私の父に会ってください。（塩野干支郎次）
- 出撃!喫茶あるぺじお（小竹田貴弘）
- 修羅場でイキてるポルノ屋さん（ICHIGAIN）
- 少女境界線（吐兎モノロブ）
- 女子高生と結婚したので爆発します。（羽鳥まりえ）
- 女子轟生（内々けやき）
- 人類存亡コクピットガールズ（塩野干支郎次）
- ステラ☆レコード（しおやてるこ） ※2022年5月号に掲載された読み切り『ホントのキモチ』の連載化
- すてんばいみ〜!（本井広海×本澤友一郎）
- すも、かの（ムラオミノル） ※短期集中連載
- SHIBUYA大戦争（原作：俵家宗弖一、キャラデザイン：柳内大樹、漫画：小幡文生）
- 少年よ大志を抱け!（花見沢Q太郎）
- STAY GOLD（奥嶋ひろまさ）
- 制服少女未征服（亜桜まる）
- 絶対零度アイドル（ハナツカシオリ）
- 蝉は胎児に寄生する（Dr.Poro）
- 先生彼女（松山せいじ） ※不定期連載
- 創造主なのでもっと優しくしてください!（瀬戸一里）
- ソウルリキッド チェインバーズ（環望）
- そのヒーラー、死神につき（ウシハシル）
- ソルティ・ロード（TALI）
- ゾン美少女の藤美さん（サイトウリョウ）

### た行
- タイニードライブ（大石まさる）
- タイニーマイティボーイ（大石まさる）
- 玉キック（原作：光永康則、作画：いのまる）
- ダムマンガ（井上よしひさ）
- ちあ〜ず!（さめだ小判）  ←『ヤングキング』からの移籍
- ちょっと社会不適合者さん（ウシハシル）
- ちょろこいぞ!休刊さん（大見武士）
- ツマヌダ格闘街（上山道郎） ←『ヤングキングアワーズ』からの移籍
- デスレス（六道神士） ←『ヤングキング』からの移籍
- テングガール（上山徹郎）
- 隣に小悪魔ちゃん（おおいま奏都） ※2024年6月号に読み切り掲載後、本連載に移行
- ドリームキングR（原作：俵家宗弖一、作画：柳内大樹）
- ドンケツ（たーし） →『ヤングキング』に移籍

### な行
- なまいき☆クラスメイト（きづきあきら・サトウナンキ）
- 並木橋通りアオバ自転車店（宮尾岳） ←『ヤングキング』からの移籍、『ヤングキングアワーズ』にて並行連載
- 猫瞽女 -ネコゴゼ-（宇河弘樹）
- 猫しか勝たん。（しおやてるこ）
- ノブレス・オブリージュ〜転生しても『好き』が言えない〜（榛名ハル）

### は行
- ハイエナ（藤原さとし） →『ヤングキング』に移籍
- ハッピーネガティブマリッジ（甘詰留太） →『ヤングコミック』に移籍(2013年5月号に掲載)[11][12]
- バトルクラブ（塩崎雄二） ←『ヤングキング』からの移籍
- ハニー トーチカ（ウシハシル）
- パヤパヤNOTE（後藤羽矢子）
- 被愛妄想（中村卯月）
- 人妻特区（大見武士）
- ひとよひとよに乙女ごろ（今村陽子） ←『チェンジH』からの移籍 ※シリーズ連載
- 百騎夜行（けんたろう）
- プニプニとサラサラ（塩野干支郎次）
- フューリーズ-虚空の銀翼-（ISUTOSHI）
- ブラウンシュガァデイズ（崎由けぇき）
- ブレイズ・ソー・エッジ（吐兎モノロブ）
- ブレイドブレイカー（鈴木恭太郎） ←『ヤングキングアワーズ』からの移籍
- ブロッケンブラッドVIII（塩野干支郎次） ←『ヤングキングアワーズ』からの移籍
- ブロッケンブラッドIX（塩野干支郎次）
- 変と乱（しおやてるこ）
- 放課後探偵倶楽部（石川マサキ）
- 僕と嫁さんとお酒の関係（井上和郎）
- ぼくらのふしだら（大見武士）

### ま行
- 魔導士 LV99 は空気が読めない（山西正則）
- まるせい（花見沢Q太郎） ←『ヤングキング』からの移籍
- マンガで読む心のクスリ（原作：ゆうきゆう、作画：長月みそか）
- マンガで分かる肉体改造（原作：ゆうきゆう、作画：ソウ）
  - 糖質制限編
  - スキンケア編
  - 短眠編
  - 免疫力アップ編
- マンガで分かる心療内科 番外編 〜アンガー・マネジメント〜（原作：ゆうきゆう、作画：ソウ）
- 漫犬 〜エロ漫の星〜（金平守人）
- 見下いばりは見下したい!（逢上おかき）
- メガネさんは意外とかわいい（新居さとし）
- メンタルモデル・リサーチ（一葵さやか）
- 妄想と現実の間で。（草野紅壱） →『ヤングキング』に移籍
- MOMOの娘!（Boichi）

### や行・ら行・わ行
- 大和撫子はくじけない。（はてな）
- ゆりなる事故車旅（新矢歩世）
- ゆるゆる（たかみち）
- ようこそ蒼き鋼へ!（十一虎）
- ヨタモノサダメ〜八百八町の鑑定奇譚〜（瀬戸一里）
- ラブスマ LOVELY♥ SMASH（夕凪薫）
- ルーザー（コウノコウジ）
- 連載島（金平守人）
- 倫敦塔の鵺（相模映）
- わたしのふしだら（大見武士）

## 不定期掲載作品
以下のリストは『月刊ヤングキング』掲載作品と『月刊ヤングキングアワーズGH』掲載作品との両方を含む。
- 超人ロック外伝　聖悠紀

## 映像化作品

### アニメ化
| 作品                 | 放送年 | アニメーション制作             | 備考                                   |
| -------------------- | ------ | ------------------------------ | -------------------------------------- |
| 石田とあさくら       | 2013年 | ダックスプロダクション HOTLINE | 他誌との並行連載 2分枠のショートアニメ |
| 悪役令嬢転生おじさん | 2025年 | 亜細亜堂                       |                                        |

### 実写化
| 作品            | 発売年 | 制作                           | 備考 |
| --------------- | ------ | ------------------------------ | ---- |
| 交渉人 堂本零時 | 2011年 | エクセレントフィルムズ（協力） |      |